# Espion, lève-toi
Espion, lève-toi is een Franse speelfilm uit 1982, geregisseerd door Yves Boisset. Deze spionagethriller wordt geprezen om de sterke vertolkingen van de acteurs, vooral van Lino Ventura.

## Verhaal
Sébastien Grenier is een voormalig Frans spion die in Zwitserland werkt als financieel adviseur. Zijn rustig leven neemt een eind wanneer hij op vraag van de Franse inlichtingendienst moet onderzoeken wie er achter de moorden op Franse spionnen zit. Maar ook de contacten van Grenier worden een voor een vermoord en hij beseft dat hij een speelbal is in een politiek intrige.

## Rolverdeling
| Acteur             | Personage         |
| ------------------ | ----------------- |
| Lino Ventura       | Sébastien Grenier |
| Michel Piccoli     | Jean-Paul Chance  |
| Bruno Cremer       | Alain Richard     |
| Bernard Fresson    | Henri Marchand    |
| Marc Mazza         | Ramos Bavila      |
| Roger Jendly       | Lohmann           |
| Heinz Bennent      | Meyer             |
| Krystyna Janda     | Anna Gretz        |
| Beate Kopp         | secretaresse      |
| Christian Baltauss | bibliotecaris     |
| Kurt Bigger        | Alfred Zimmer     |
| Jean-Paul Franky   | Rudy la blonde    |
| Yves Boisset       |                   |
| Daniel Plancherel  | Vogel             |
| Philippe Brizard   | collaborateur     |